# Imran Farooq
Pour les articles homonymes, voir Farooq.
Imran Farooq (en ourdou: عمران فاروق), né le 14 juin 1960 à Karachi et mort le 16 septembre 2010 à Londres, est un homme politique pakistanais, membre fondateur du Mouvement Muttahida Qaumi.

## Biographie
Imran Farooq est l'un des membres fondateurs du Mouvement Muttahida Qaumi, parti politique fondé en 1984 et très influent à Karachi, plus grande ville du Pakistan. Après le conflit qui opposa le parti à l'armée dans le début des années 1990, l'homme se cacha puis parti en exil en Angleterre en 1999. Son parti est vivement opposé aux talibans et à l'intégrisme religieux, il a plusieurs fois dénoncé la « talibanisation » de Karachi, ville où la violence politique est très forte et où de nombreux responsables politiques, dont beaucoup affilié au MQM, sont régulièrement assassinés. Les insurgés islamistes sont accusés d'en être responsable.
De 1999 à 2010, il vit à Londres où il a épousé Shumaila Nazar en 2004 et a eu deux enfants. 
Le 16 septembre 2010, il est gravement blessé à Londres près de son domicile, dans le quartier d'Edgware, puis il meurt peu après son transfert à l'hôpital. Il aurait été poignardé et battu. L'annonce de sa mort provoque d'importants troubles à Karachi. Sa mort intervient quelques semaines après que le dirigeant du MQM, Altaf Hussain, aurait appelé l'armée pakistanaise à s'élever contre le gouvernement civil.